# 呉基烈
呉 基烈（オ・ギヨル、朝鮮語: 오기열、1888年3月9日または1889年3月9日 - 1950年9月28日）は、日本統治時代の朝鮮の独立運動家、大韓民国の政治家。制憲韓国国会議員。
本貫は咸陽呉氏。元童蒙教官の呉成福は曽祖父、元繕工監監役の呉相吉は父。また、元国会議員の呉上鉉は孫世代の親戚である。

## 経歴
全羅北道鎮安郡出身。漢文私塾、馬霊私立ヨンサン学校修了。三・一運動後の1919年4月6日、全永祥・金亀泳・黄海水らと故郷馬霊面の平地里で独立万歳運動を主導したため、日本憲兵に逮捕され、5月に光州地方法院に懲役1年6か月の刑を言い渡され投獄された。1921年に上海軍政署全羅北道軍総務長を務めたが、朝鮮独立軍青年団義勇軍を組織したため、検挙されて再び1年間投獄された。光復後は馬霊面民大会を開催して治安委員会を組織し、朝鮮革命党地方部長を務めて朝鮮建国協賛会を組織した。1945年9月、統一戦線を形成するためのソウル統一政党結成準備委員会で連絡部交渉常任委員を務めた。1948年の初代総選挙で当選した後、国会資格審査委員会委員を経て、同年8月に反民族行為処罰法特別起草委員、10月に反民族行為特別調査委員会委員にそれぞれ委嘱された。1948年10月20日、国会で米軍の駐屯に関する決議案に反対し、同月22日に国会議員17名と共に米軍の駐屯に反対する声明書を発表した。同年12月、趙素昻を中心とした社会党の発起人大会に参加し、翌49年1月に社会党の地方組織強化目標により、李文源、裵憲と共に全羅北道地域を担当した。1949年2月4日、外国軍の即時撤退を要請する南北統一に関する緊急決議案の提出に参加し、同月に農地改革に関する臨時措置法案に賛成した。1949年3月に付日反逆徒らによる謀利行為を粛清する敵産対策協会宣言文に同調したが、6月10日の反民特委襲撃事件により反民族特別調査委員の辞表を提出した。その後は大韓労農党に所属し、同党の大韓国民党との統合を推進したが、結局合流に至らなかった。朝鮮戦争さなかの1950年9月28日（旧暦8月16日）、全州刑務所（現・全州矯導所）にて朝鮮人民軍によって殺害された。

## 賞勲
1990年に建国勲章愛族章が追叙された。